# Albanisch-serbische Beziehungen
Die albanisch-serbischen Beziehungen sind durch eine lange Vorgeschichte von negativen Vorfällen geprägt und sind deshalb in beiden Ländern ein sensibles Thema. Die modernen serbischen und albanischen Nationalstaaten entstanden im 19. bzw. frühen 20. Jahrhundert mit dem Rückzug des Osmanischen Reichs vom Balkan. Nach der Unabhängigkeit kam es zu Streitigkeiten um die Zugehörigkeit von Territorien und Serbien annektierte das mehrheitlich von Albanern bewohnte Kosovo. Im Ersten Weltkrieg wurde Albanien kurzzeitig von serbischen Truppen besetzt und im Zweiten Weltkrieg wurden dem italienischen Protektorat Albanien kurzzeitig die albanisch besiedelten Gebiete von Jugoslawien angeschlossen (Großalbanien). In der Nachkriegszeit kam es für einige Jahre zu einer engen Zusammenarbeit zwischen Enver Hoxha in Albanien und Josip Broz Tito in Jugoslawien. Es wurden Diskussionen über den Anschluss Albanien an eine Balkanföderation geführt, bevor es 1948 nach der Abwendung Jugoslawiens vom Stalinismus zum Bruch zwischen den Ländern und dem Abbruch der diplomatischen Beziehungen kam. In der Folgezeit waren die albanisch-jugoslawischen Beziehungen feindselig, bevor es in den 1970er Jahren wieder zu einer Annäherung kam. Während des Zerfalls der SFR Jugoslawien unterstützte Albanien die Sezession Kosovos von Restjugoslawien und erkannte später die Unabhängigkeit des Kosovo an.
Trotz der belasteten Beziehungen haben beide Länder seit einem Treffen beider Staatsoberhäupter im Jahre 2014 ihre politische und wirtschaftliche Zusammenarbeit intensiviert. Seit 2021 sind beide Länder Teil der Initiative Open Balkan, einer gemeinsamen Wirtschaftszone. Sie sind außerdem Teil der Schwarzmeer-Wirtschaftskooperation, der Organisation für Sicherheit und Zusammenarbeit in Europa, der Europäischen Politischen Gemeinschaft und des Europarats. Beide Länder sind auch EU-Beitrittskandidaten.

## Geschichte

### Vorgeschichte

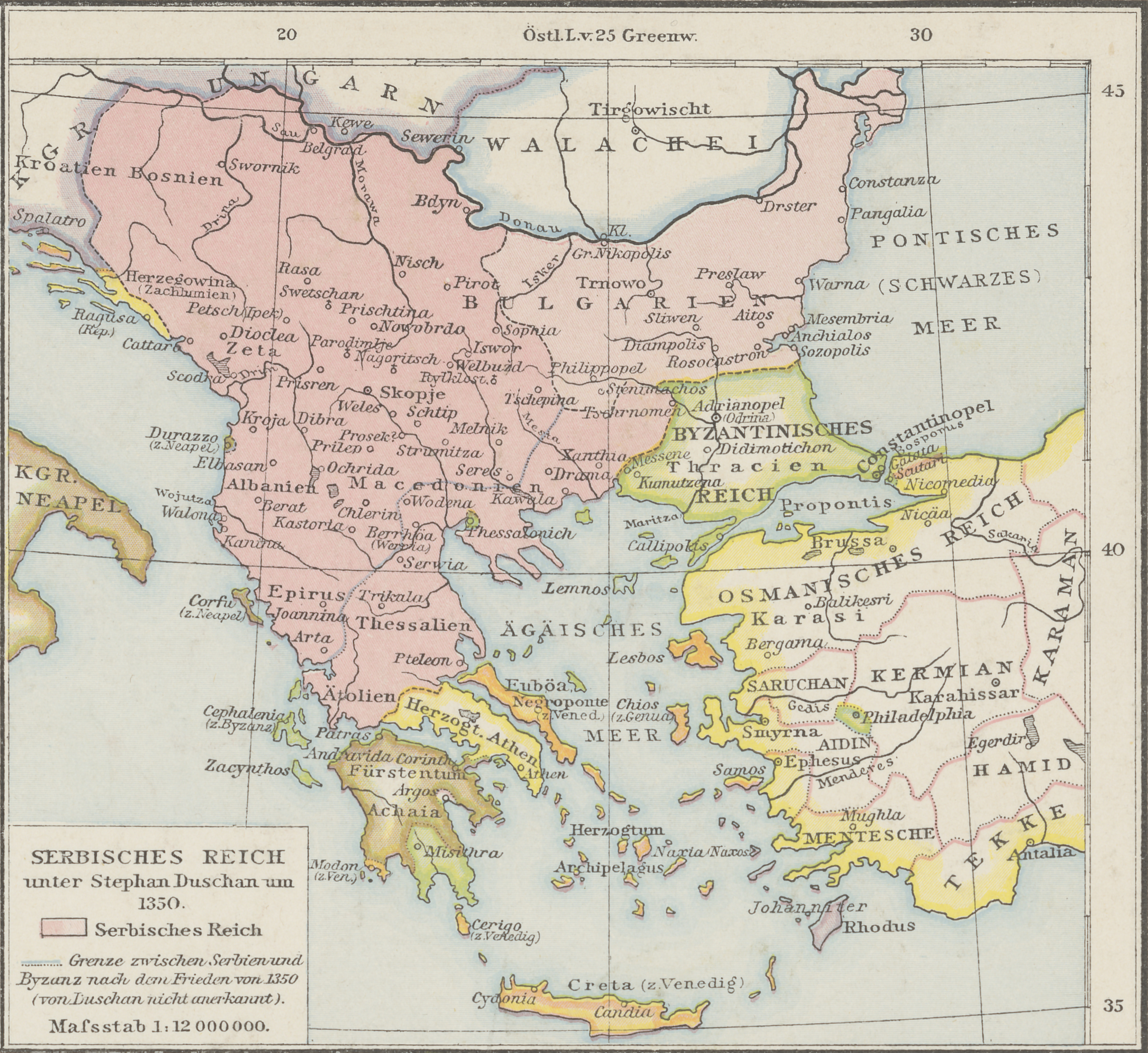
Serbisches Reich um 1350

Die heutigen Südslawen, zu denen auch die Serben gehören, gingen aus der Landnahme der Slawen auf dem Balkan ab dem 6. Jahrhundert hervor. Das orthodoxe Serbische Reich konnte im 12. und 13. Jahrhundert auf Kosten des Byzantinischen Reiches die Vorherrschaft auf dem Balkan erringen. Nach der Schlacht auf dem Amselfeld (1389) verloren die Serben die Kontrolle über den heutigen Kosovo und die serbische Bevölkerung floh vor der Expansion der Osmanen in Richtung Norden. Die Bewohner des Kosovo konvertierten mit der Zeit zum Islam und Albaner siedelten sich hier an, wodurch die Bevölkerung des Kosovos mehrheitlich muslimisch und albanisch wurde (siehe auch Geschichte des Kosovo). Da ein großer Teil der Albaner zum Islam übertrat, konnten sie im Osmanischen Reich eine privilegierte Stellung erreichen. Serbien fiel im 15. Jahrhundert unter die Herrschaft der Osmanen, wodurch der serbische Nationalstaat für mehrere Jahrhunderte von der Bildfläche verschwand.

### 19. Jahrhundert

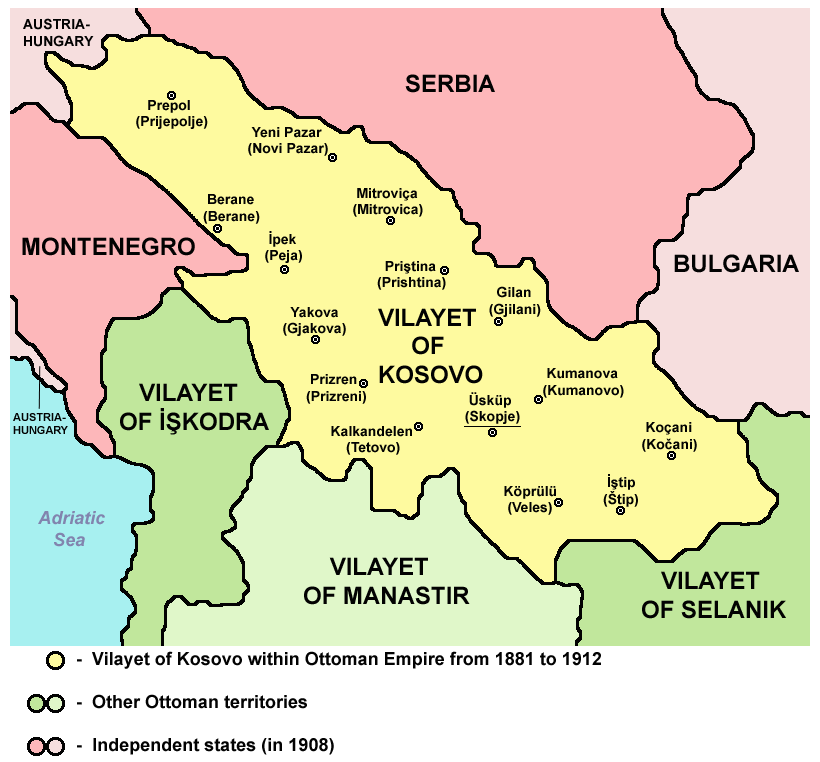
Osmanisches Vilâyet Kosovo (1881–1912)

In der ersten Hälfte des 19. Jahrhunderts konnten die Serben mit der Gründung des Fürstentums Serbien einen autonomen Status innerhalb des osmanischen Reiches erlangen. Infolge der serbischen Autonomie wurde in den 1830er Jahren mit der Ausweisung und Vertreibung der Albaner aus Serbien begonnen. 1876 kam es zum Serbisch-Osmanischen Krieg, wobei das serbische Fürstentum nach seiner Kriegserklärung an die Osmanen vom Russischen Reich unterstützt wurde. Die Serben konnten im Krieg den osmanischen Sandschak von Niš erobern, wobei es zur Vertreibung der Albaner kam, die in den Vilâyet Kosovo flüchten mussten. Im Kosovo kam es Racheaktionen von Albanern und Türken und zu Massakern an Serben. Der Berliner Kongress 1878 führte zur vollständigen Unabhängigkeit Serbiens, während Albanien und der Kosovo unter osmanischer Herrschaft verblieben. Die Ereignisse dieser Zeit führten zu angespannten Beziehungen und Konflikten zwischen Serben und Albanern in der Folgezeit.

### Balkankriege

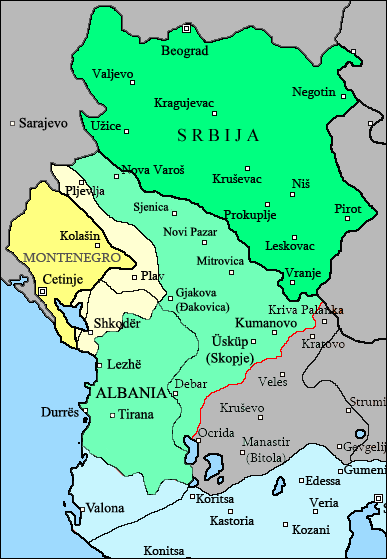
Serbische Eroberungen während des Balkankrieges 1912

Ende 1912, nachdem die Hohe Pforte die Autonomie des Albanischen Vilâyets anerkannt hatte, erhoben die benachbarten Balkanstaaten Serbien, Montenegro, Bulgarien und Griechenland Ansprüche auf die Gebiete des Osmanischen Reichs auf dem Balkan und teilten in den folgenden Monaten fast alle osmanischen Gebiete in Europa auf, darunter auch die von den Albanern bewohnten. Mit dem Ausbruch des Ersten Balkankriegs erhoben sich die Albaner und erklärten die Gründung eines unabhängigen Albaniens, das das heutige Albanien und das Vilayet Kosovo umfasste. Serbien eroberte allerdings schnell nahezu das gesamte Albanien. Während des Feldzugs beging die serbische Armee zahlreiche Verbrechen gegen die albanische Bevölkerung, um die ethnische Zusammensetzung der Region vor der Festlegung der internationalen Grenzen zu verändern. Allein in Prizren sollen 5000 Albaner von serbischen Truppen bei Kriegsverbrechen ermordet worden sein. Insgesamt sollen 120.000 Albaner in von serbischen Truppen besetzten Gebieten getötet worden sein. Zahllose Dörfer wurden zerstört. Unter starkem internationalen Druck wurden die Nachbarn Albaniens 1913 gezwungen, sich aus dem Land zurückzuziehen. Das nun unabhängige Fürstentum Albanien umfasste allerdings nicht alle albanischen Gebiete, da der Kosovo durch den Londoner Vertrag von 1913 Serbien zugesprochen wurde. Auch in Mazedonien, Montenegro und Griechenland gab es mehrheitlich von Albanern bewohnte Gebiete, wodurch fast die Hälfte der ethnischen Albaner außerhalb des albanischen Nationalstaats lebten, was die Grundlage für neue Konflikte schuf.

### Erster Weltkrieg
Während des Ersten Weltkrieges wurde Albanien kurzzeitig von Serbien und Montenegro besetzt, bevor Italien, Frankreich und Österreich-Ungarn im Land einfielen. Die serbische Regierung und Teile der Armee musste sich über Albanien nach Korfu zurückziehen. In der Kriegszeit kam es zu zahlreichen Massakern an Albanern, obwohl Albanien kein direkter Kriegsteilnehmer war. In einem Brief an König Georg V. behauptete das albanische Kosovo-Komitee 1919, dass die serbischen und montenegrinischen Armeen seit den Balkankriegen 200.000 Albaner getötet hätten, darunter etwa 100.000 Albaner, die zwischen 1913 und 1915 im Kosovo getötet wurden, und dass bulgarische Truppen während des Krieges 50.000 Albaner getötet hätten. 1921 erklärten albanische Abgeordnete, dass 85.676 Kosovo-Albaner getötet worden seien.

### Zwischenkriegszeit
Nach dem Ende des Krieges wurde das unabhängige Albanien wieder hergestellt. Serbien wurde Teil des Königreich der Kroaten, Serben und Slowenen (später in Königreich Jugoslawien umbenannt), in dem die Serben die politisch dominante Gruppe bildeten. Um sein Nachbarland zu destabilisieren, unterstützte Jugoslawien die Abspaltung der von katholischen Albanern ausgerufenen Republik Mirdita. Es kam 1921 zu einem Grenzkrieg und griechische und jugoslawische Truppen fielen in Albanien ein. Nach Vermittlungen des Völkerbunds zogen sich die ausländischen Truppen aus dem Land zurück und Albanien konnte die katholischen Rebellen besiegen. Mit einem Grenzabkommen zur Beilegung des Konflikts entstanden die heutigen internationalen Außengrenzen Albaniens. Jugoslawien erkannte 1922 die Unabhängigkeit und Souveränität Albaniens an und beide Länder nahmen diplomatische Beziehungen auf.

### Zweiter Weltkrieg

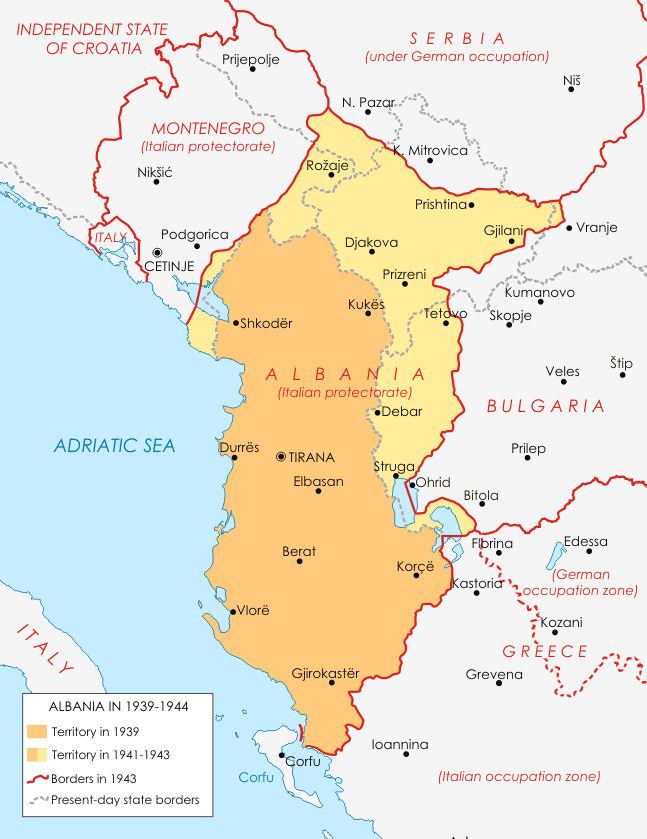
Albanien im Zweiten Weltkrieg

Während des Zweiten Weltkriegs wurde Jugoslawien 1941 von NS-Deutschland besiegt und besetzt. Albanien wurde zu einem Protektorat des faschistischen Italiens und Teile der albanischen Nationalbewegung kooperierten mit den Achsenmächte in der Hoffnung auf ein Großalbanien. An das albanische Protektorat wurden von den Albanern besiedelte Gebiete angeschlossen, darunter ein Großteil des Kosovos. Die Albaner wurden von den Faschisten begünstigt und besonders die Serben wurden Opfer von Verfolgung und ethnischer Säuberung. Im Widerstand gegen die Faschisten auf dem Balkan kam es zu einer engen Zusammenarbeit zwischen Enver Hoxhas Partei der Arbeit Albaniens und den jugoslawischen Partisanen unter Josip Broz Tito. Ein Anschlussversprechen des Kosovo an Albanien im Gegenzug für die Unterstützung der Albaner wurde allerdings von Tito verhindert. Schließlich verzichteten die Kommunisten Albaniens im Frühjahr 1944 auf ihre Ansprüche auf den Kosovo. Tito und Hoxha kamen überein, dass die Vorkriegsgrenzen zwischen Albanien und Jugoslawien wiederhergestellt werden.

### Kalter Krieg

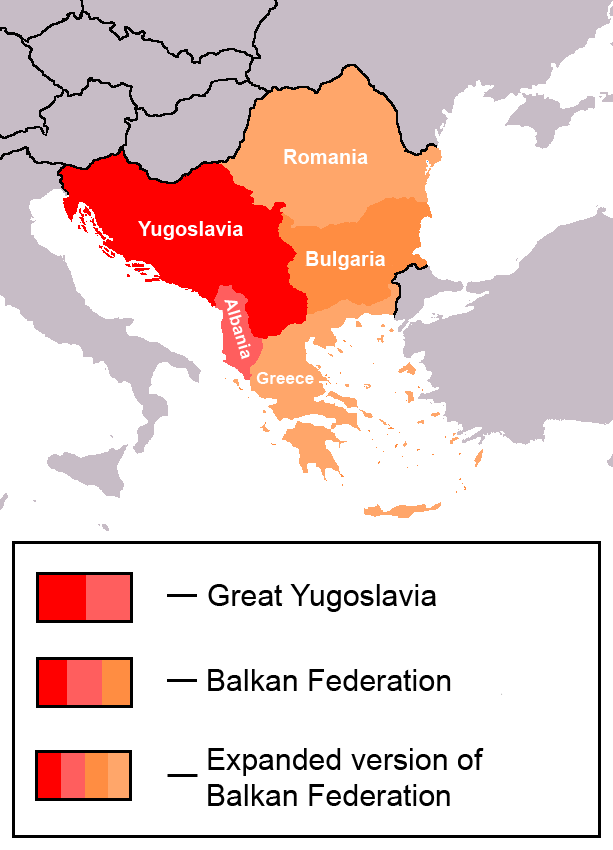
Ideen für eine Balkanföderation

Mit der Vertreibung der Deutschen und Italiener vom Balkan und dem Ende des Zweiten Weltkriegs entstanden kommunistische Staaten in beiden Ländern, die Föderative Volksrepublik Jugoslawien und die Sozialistische Volksrepublik Albanien. Beide Länder waren in den ersten Jahren ihres Bestehens enge Verbündete und es wurden Verhandlungen über einen föderativen Zusammenschluss beider Länder geführt. Darüber hinaus wurden innerhalb der Sozialistischen Republik Serbien zwei autonome Regionen geschaffen, darunter die Autonome Region Kosovo und Metohija mit albanischer Bevölkerungsmehrheit. Im Juli 1946 unterzeichneten Jugoslawien und Albanien einen Vertrag über Freundschaft und Zusammenarbeit, gefolgt von einer Reihe technischer und wirtschaftlicher Abkommen, die auf die Integration der albanischen und jugoslawischen Wirtschaft abzielten. Die Beziehungen waren so eng, dass Serbokroatisch Schulfach in Albanien wurde. Auf dem Plenum der Partei der Arbeit Albaniens im Februar und März 1948 stimmte die Führung für die Zusammenlegung der albanischen und jugoslawischen Wirtschaft und des Militärs, während Koçi Xoxe vorschlug, Albanien als siebte jugoslawische Republik an Jugoslawien anzuschließen.
Eine Wende kam jedoch mit dem Abwendung Titos von Stalin, was zu einem eigenständigen Sozialismus (Titoismus) in Jugoslawien führte. Tito war verärgert, dass Stalin den Anschluss Albaniens an Jugoslawien nicht unterstützte. In Reaktion auf die Abweichung Titos ließ Hoxha die diplomatischen Beziehungen zu Jugoslawien abbrechen, die Grenzen schließen und alle Jugoslawen aus Albanien ausweisen. Auch begann der albanische Geheimdienst nun Sezessionisten im Kosovo zu unterstützen. Es kam in den nächsten Jahren zu einem Kalten Krieg zwischen Albanien und Jugoslawien mit regelmäßigen Grenzscharmützeln zwischen beiden Ländern ab 1949. Im Mai 1951 wurden jugoslawische Truppen an der albanischen Grenze stationiert und beide Länder standen kurz vor einem Krieg. Erst 1953 wurde in Pogradec ein Abkommen abgeschlossen, wodurch der Konflikt beigelegt werden konnte. Die Beziehungen blieben allerdings schlecht und nach dem Tod Stalins wendete sich Hoxha von der UdSSR ab und hin zur Volksrepublik China unter Mao Zedong. In Europa blieb das Land völlig isoliert, was die wirtschaftliche Entwicklung Albaniens stark behinderte.
Erst die gewaltsame Niederschlagung des Prager Frühlings in der Tschechoslowakei 1968 brachte Albanien und Jugoslawien wieder näher zusammen, da beide Länder sich durch die Intervention der UdSSR bedroht fühlten. Durch eine Vereinbarung vom 5. Februar 1971 wurden wieder Botschafter ausgetauscht. In der Folge etablierten beide Staaten ein Bündnis gegen einen möglichen Angriff der Sowjetunion. Durch eine Verfassungsänderung in Jugoslawien 1974 erhielten auch die Albaner im Kosovo mehr Rechte und konnten hier eine Vorherrschaft gegenüber den Serben aufgrund ihres demografischen Übergewichts etablieren.

### Jugoslawienkriege
Das Aufkommen des Nationalismus unter den verschiedenen Völkern führte schließlich zum Zusammenbruch Jugoslawiens, der in den 1990er Jahren begann. Serbische Nationalisten unter Slobodan Milošević ließen die Autonomie der Albaner im Kosovo in der „antibürokratischen Revolution“ aufheben, was zu einem Aufstand führte. Während des Kosovokrieges flüchteten knapp eine halbe Million Kosovaren nach Albanien. Die albanische Regierung unterstützte das Eingreifen der NATO in den Konflikt und stellte sein Staatsgebiet für die NATO-Streitkräfte zur Verfügung. Der Kampf der UÇK genoss große Sympathien in der albanischen Bevölkerung und die albanische Regierung unterstützte die Unabhängigkeit des Kosovos bzw. dessen Anschluss an ein Großalbanien. Die Bombardierung Jugoslawiens durch die NATO wurde von Albanien unterstützt, was zum Abbruch der diplomatischen Beziehungen zwischen der Bundesrepublik Jugoslawien und Albanien im April 1999 führte.

### 21. Jahrhundert
Nach dem Sturz von Slobodan Milošević im Jahre 2000 wurden diplomatische Beziehungen wieder aufgenommen. Der stellvertretende Ministerpräsident Ilir Meta besuchte Belgrad im Jahr 2003, und die Außenminister tauschten daraufhin Besuche aus. Ab 2006 traten beide Länder dem Mitteleuropäischen Freihandelsabkommen (CEFTA) bei, wodurch sich insbesondere die wirtschaftlichen Kontakte in der Folgezeit verstärkten. Direkte Flugverbindungen zwischen Belgrad und Tirana wurden im Jahre 2014 wieder errichtet.

Beim Fußballländerspiel Serbien gegen Albanien am 14. Oktober 2014 in Belgrad kam es zu einem Skandal, als während des Spiels eine auf das Spielfeld zuschwebende ferngesteuerte Drohne mit der großalbanischen Fahne gesichtet wurde. Es kam zu Handgreiflichkeiten auf dem Spielfeld und zu einem Platzsturm durch serbische Hooligans, die albanische Spieler auf dem Spielfeld attackierten. Das Spiel musste deshalb abgebrochen werden und wurde von dem Internationalen Sportgerichtshof als Sieg für Albanien gewertet.

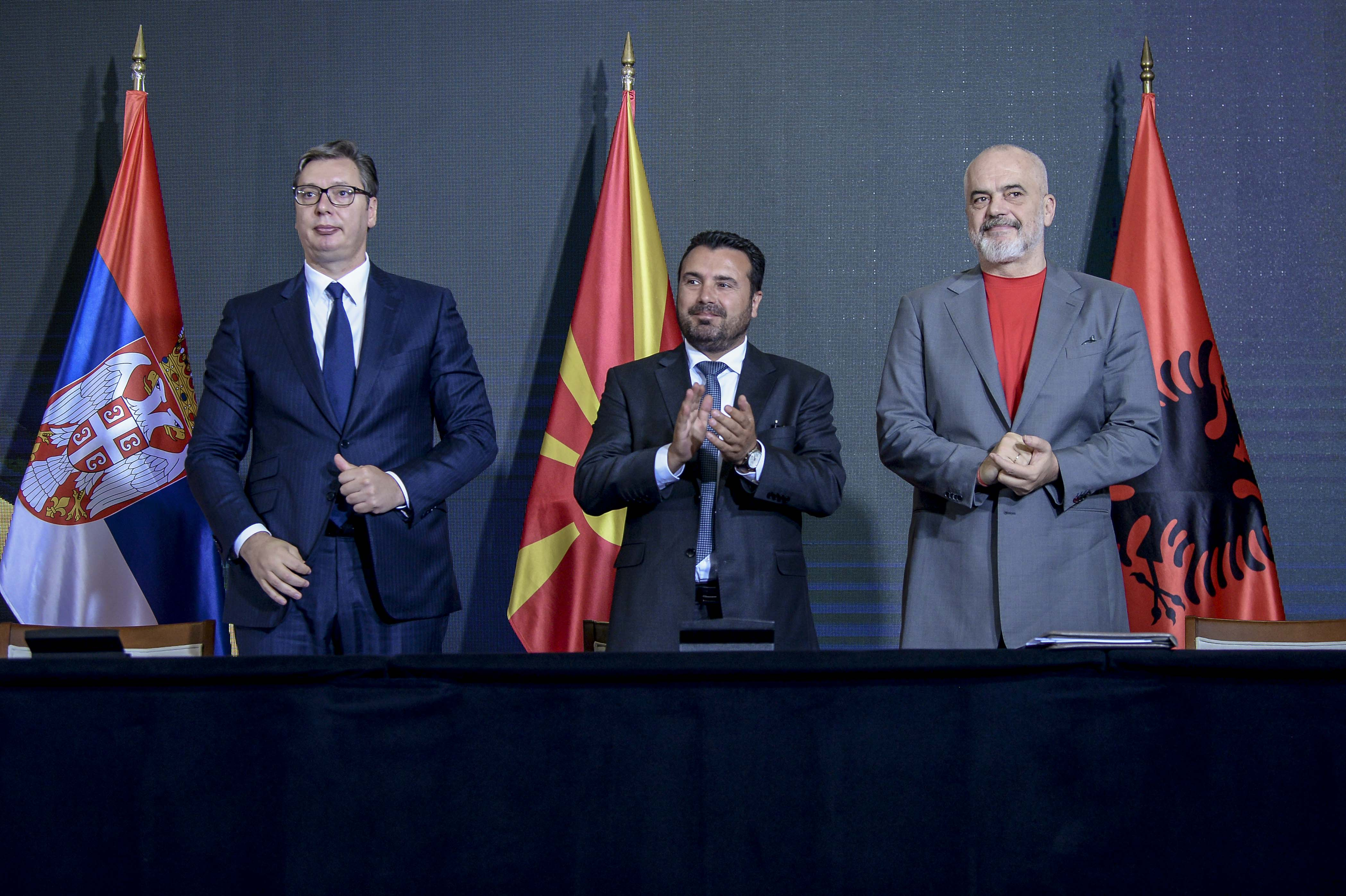
Serbiens Vučić, Nordmazedoniens Zaev und Albaniens Rama (von links) im Juni 2021 in Skopje

Der albanische Premierminister Edi Rama besuchte Serbien am 10. November 2014 und traf mit dem serbischen Premierminister Aleksandar Vučić zusammen. Es war das erste Treffen dieser Art zwischen den Führungen der beiden Länder seit dem Treffen von Enver Hoxha und Josip Broz Tito im Jahr 1947. Die Gemüter erhitzten sich jedoch, als Rama sagte, dass die Unabhängigkeit des Kosovo „unbestreitbar“ sei und „respektiert werden müsse“, und Vučić dies als eine „Provokation“ auffasste. Beide Seiten unterzeichneten bei dem Treffen bilaterale Abkommen zur verstärkten Kooperation im Bereich Handel, Verkehr, Kultur und Tourismus.
Die Initiative Open Balkan trat am 29. Juli 2021 durch einen Staatsvertrag in Kraft. Diese Initiative vereinbarte eine Wirtschaftszone zwischen Albanien, Nordmazedonien und Serbien mit freiem Verkehr von Personen, Waren und Dienstleistungen, wobei weitere Länder wie Bosnien und Herzegowina oder Montenegro zum Beitritt eingeladen wurden. Im Mai 2022 erklärte der serbische Ministerpräsident Aleksandar Vučić auf dem Weltwirtschaftsforum in Davos: „Die Beziehungen zwischen Albanien, Serbien und Nordmazedonien waren noch nie so gut wie heute.“
2027 werden der der albanische Fußballverband Federata Shqiptare e Futbollit und der serbische Fußballverband Fudbalski savez Srbije gemeinsam die Endrunde der U21-Fußballeuropameisterschaft austragen.

## Wirtschaftsbeziehungen
Die Wirtschaftsbeziehungen zwischen Serbien und Albanien wurden auch dank einer Reihe von bilateralen Wirtschaftsabkommen stetig vertieft. Der bilaterale Warenhandel hatte 2000 lediglich ein Volumen von 200.000 Euro und stieg bis 2010 auf 139 Millionen Euro an. 2018 hatte er bereits die Marke von 181 Millionen Euro erreicht. 2022 war Serbien der zweitgrößte Abnehmer albanischer Waren hinter Italien und der viertgrößte Lieferant für Albanien hinter Italien, der Türkei und Griechenland. Grenzkontrollen zwischen den Staaten Serbien, Albanien und Nordmazedonien wurden am 1. Januar 2023 abgeschafft.

## Minderheiten
Die Serben waren einst die größte nationale Minderheit in Albanien, welche bei der Volkszählung 1928 noch einen Bevölkerungsanteil von fast 8 Prozent hatte. Durch die Assimilierungspolitik unter Enver Hoxha und Auswanderung ist die Anzahl der Serben in Albanien deutlich zurückgegangen. Organisationen der serbisch-montenegrinischen Minderheit riefen gemeinsam mit Organisationen anderer Minderheiten zum Boykott der Volkszählung 2011 auf, weil es Unstimmigkeiten über die Handhabung ethnischer und religiöser Erklärungen und andere Probleme gab. Die offizielle Statistik von 2011 zählte 366 Montenegriner und 142 Serben. Organisationen der serbisch-montenegrinischen Minderheit gingen 2013 von 30.000 Angehörigen dieser Gruppen aus.
Nach der serbischen Volkszählung von 2022 beläuft sich die Zahl der ethnischen Albaner in Serbien auf 61.687, was 0,93 % der Gesamtbevölkerung war. Die überwiegende Mehrheit von ihnen lebt im südlichen Teil des Landes, der an den Kosovo und Nordmazedonien grenzt, dem sogenannten Preševo-Tal. Ihr kulturelles Zentrum befindet sich in der Gemeinde Preševo.

## Diplomatische Standorte
- Albanien hat eine Botschaft in Belgrad.
- Serbien hat eine Botschaft in Tirana.